# Fakultní nemocnice Olomouc
De Fakultní nemocnice Olomouc (Nederlands: Facultair ziekenhuis Olomouc, vaak afgekort tot FNOL) is een academisch ziekenhuis in de Moravische stad Olomouc. Het ziekenhuis is in 1896 opgericht in de later geannexeerde gemeente Nová Ulice. Het is een van de negen academische ziekenhuizen in Tsjechië en is verbonden aan de Palacký-Universiteit. Naast het Facultair ziekenhuis bevindt zich in Olomouc ook het Vojenská nemocnice Olomouc (Militair ziekenhuis Olomouc). Het ziekenhuis bestaat uit 52 afdelingen en heeft ongeveer 3500 werknemers.

## Geschiedenis
In 1892 gaven Frans Jozef I en de Moravische landsdag in Brno toestemming voor de bouw van de Zemské ústavy (Landsinstituten) in Olomouc. Op de Tafelberg twee jaar later werd begonnen met de bouw van de voorloper van het Facultair ziekenhuis. Het ziekenhuis is op 19 augustus 1896 in gebruik genomen. Eduard Konrád Zirm heeft op 7 december 1905 de eerste succesvolle hoornvliestransplantatie ter wereld uitgevoerd in dit ziekenhuis. Sinds 2006 heeft het ziekenuis een babybox.